# Утенкова-Тихонова, Елена Евгеньевна
Еле́на Евге́ньевна Утенко́ва-Ти́хонова (род. 12 октября 1965) — российский художник и писатель, член Московского Союза Художников, лауреат Московской международной выставки-конкурса «Золотая кисть - 2003». Работы находятся в ряде музеев и картинных галерей в России и Италии.

## Биография
Елена Утенкова-Тихонова родилась в Москве в 1965 г. В 1983 г. окончила среднюю художественную школу при МГХИ им. Сурикова, а в 1990 году Московский художественный институт имени В. И. Сурикова. В 1991 году вступила в Московский Союз Художников.
C 1990-х регулярно участвует в выставках в России и за рубежом (Великобритания, Франция, Италия).
С 2005 года работает также в жанре «малой» прозы. Автор книг и публикаций. В 2019 году состоялась премьера спектакля «Ёлка в комнате» по книге Елены Утенковой-Тихоновой (Новое пространство Театра Наций, проект «Взаимодействие»).
Живёт и работает в Москве и Тарусе.

## Работы в коллекциях
- Государственного Русского музея[5],
- Государственного историко-художественного музея «Новый Иерусалим»[6],
- Саратовского государственного художественного музея им. А. Н. Радищева[7],
- Государственного историко-художественного музея-заповедника Абрамцево[8],
- Музея искусства Санкт-Петербурга XX—XXI веков[9],
- Липецкого областного художественного музея[10],
- Тарусской картинной галереи[11],
- Нижнетагильского Государственного музея изобразительных искусств[12],
- Государственном музее А. С. Пушкина в Больших Вязёмах[13],
- Музея истории г. Обнинска[14],
- коллекции Арт-Манежа,
- коллекции Культурной ассоциации «Il Leone» Витербо, Италия,
- коллекции русского искусства Пьера Луидже Сельмо, Италия, а также в частных собраниях России.

## Персональные выставочные проекты
2006 - «Культура и искусство России». Витербо. Италия.
2007 - «Елена Утенкова». Картинная галерея. Таруса.
2007- «Тарусские пейзажи». Персональная выставка. ГМИИ им. Пушкина. Мемориальная квартира Святослава Рихтера. Москва.
2007 - «Детство». Выставочный зал журнала «Наше Наследие». Персональная выставка. Москва.
2008 - «Ночь музеев. Елена Утенкова. Михаил Тихонов». Новый Манеж. Москва.
2009 - «Елена Утенкова» из цикла «Классики XXI века» Персональная выставка Культурный центр А.П.Чехова. Москва.
2009 - "Елена Утенкова - живопись" К презентации серии книг "Для немногих". Государственный Литературный музей. Москва.
2010 - "Две темы". Персональная выставка. МСХ Товарищество живописцев на Тверской. Москва.
2011 - "Русский Нил". Театр Школа Драматического Искусства. Москва.
2011 - "Париж, который всегда с тобой" (совместно с М. Тихоновым). Галерея ЭКСПО-88. Москва.
2012 - «Камышинский дождь» (совместно с М. Тихоновым). Галерея ЭКСПО-88. Москва. (www: Галерея ЭКСПО-88).
2013 - «Без берегов» (совместно с М. Тихоновым). Музей Павла Кузнецова, Саратовский государственный художественный музей им .А.Н.Радищева. Саратов.
2013 - «Просто день» Персональная выставка. Дом Н.В.Гоголя. Москва.
2013 - The Moscow World Fine Art Fair. Elena Utenkova-Tikhonova. Персональная экспозиция . Галерея Modern Fine Art. Москва-Лондон.
2013 - «Парижские истории». ЦДХ. IZO Art Gallery/Галерея ИЗО. Москва.
2013 - "Русский Нил». Фестиваль «Большая вода» г. Ханты-Мансийск.
2014 - "Русский Нил". Елена Утенкова, Михаил Тихонов. Галерея СТЕРХ. Сургут.
2014 - «Берега» (совместно с М.Тихоновым). Редакция журнала ДИ (Диалог искусств).
2014 - «Графические диалоги». Ярославль.
2014 - «Все в сад». Галерея Ковчег. Москва.
2014 - «Все в сад». ГУК Тверская областная картинная галерея. Тверь.
2014 - «Неясно». Галерея Ковчег. Москва.
2014 - «Русский Нил». Саратовский государственный художественный музей им. А.Н.Радищева.
2015 - «Тетрадь для рисования» Персональная выставка. Дом-музей Н. В. Гоголя. Москва.
2016 - « И цвет, и линия, и звук. Елена Утенкова, Михаил Тихонов». Всероссийский музей декоративно-прикладного и народного искусства. Москва.
2016 - «Реки и мосты». Галерея Ковчег. Москва.
2018 - «Когда папа был маленький». Персональная выставка. L-gallery. Париж.
2018 - «Дача». Галерея Ковчег. Москва.
2018 - «Осторожно дети». Музей искусства Санкт-Петербурга XX – XXI веков.
2018 - «Куда глядят глаза». Проект Елены Утенковой и Михаила Тихонова. Музей арт-резиденция Ерофеев и другие. Коломна.
2019 - «В поисках точки счастья». Выставка и показ фильма. (совместно с М. Тихоновым). Открытый клуб. Москва.
2019 - «Что мы знаем о Париже». Театр Школа Драматического искусства. Москва.
2019 - «Между небом и землёй». Всероссийский музей декоративно-прикладного и народного искусства. Москва.
2019 - “Прогулка». Персональная выставка галерея MUSTАрт. Москва.
2019 - «Ёлка в комнате». Музей современного искусства GARAGE. Cпектакль по книге Елены Утенковой-Тихоновой. Проект Взаимодействие.
2020 - «Дорога». Персональная выставка. Открытый клуб. Москва.
2020 - «Вот и лето прошло». Персональная выставка. Государственный музей А.С. Пушкина. Москва.
2021 - «Куда глядят глаза». Елена Утенкова, Михаил Тихонов. Музей истории г. Обнинска.
2021 - «Елена Утенкова-Тихонова. Ёлка в комнате». Показ спектакля в рамках выставки «Полёт, как мечта». Государственный театральный музей им.А.А.Бахрушина.
2021 - «Та самая яблоня» Елена Утенкова, Михаил Тихонов. Галерея Беляево. Москва.
2022 - «Елена Утенкова. Дней моих невидимый поток.» Персональная выставка Государственный историко-литературный музей-заповедник А. С. Пушкина в Больших Вязёмах.
2022 - «Та самая яблоня» Елена Утенкова, Михаил Тихонов. Липецкий Областной выставочный зал Художественного музея.
2022 - «Проводы и Встречи» Елена Утенкова, Михаил-Тихонов. Галерея Moika104. Санкт-Петербург
2022 - "Девять комнат одного дома" Елена Утенкова, Михаил Тихонов. Усадьба Турлики-Морозовская дача. Музей истории г. Обнинска.
2022 - «Встреча со Священным». XV юбилейный фестиваль современного искусства "Аланика". Владикавказ.
2022 - «Частицы бытия». Персональная выставка. Галерея «Нико». Москва.
2023 - «Пейзаж с солнцем». Персональная выставка. Выставочный зал Дома Творчества МСХ. г.Таруса.
2023 - «Небо становится ближе». Галерея «Ковчег». Москва.
2023 - «Я закрываю глаза и начинаю видеть». Елена Утенкова. Михаил Тихонов. Галерея «Мойка-104». Г. Санкт-Петербург
2023 - «Я не знаю, а люблю». Персональная выставка. Открытый клуб. Москва.
2024 - «День как день рождения». Персональная выставка. Инновационный Культурный центр. г.Калуга
2024 - «Планы на лето». Галерея «Ковчег». Москва.
2024 - «Культурный полюс Таруса» Государственный историко-художественный музей Новый Иерусалим.
2024 - «Я видел свой сад» Елена Утенкова, Михаил Тихонов. Государственный музей Блашка Гуржибекова, Северная Осетия. В рамках Международного фестиваля современного искусства АЛАНИКА-17.  
2025 - "Двое" Елена Утенкова-Тихонова. Персональная выставка. Галерея InGallere. Москва.

## Публикации
«Застенчивая прелесть пастели». А. Горбачёва -Независимая газета. 23.06.1999.
«Прогулка». Е. Утенкова-Тихонова. Искусство № 13 (301) 2004 г.
«Овраги». Е. Утенкова-Тихонова. Искусство. № 18 (306) 2004 г.
«Человек вообще — это кто, мужчина или женщина?» интервью с Еленой Утенковой-Тихоновой, Е.Широян. Газета «Культура». 24-30 марта 2005
«На том берегу». Вст. статья А. Золотов. Каталог. 2005 г.
«Елена Утенкова-Тихонова». Предисловие О. Яблонская. Каталог. 2006.
«9 pittori contemporanei dalla Russia». Viterbo. Italy. Каталог. 2006.
«Elena Utenkova-Tikhonova». Chento. Italy. Каталог. 2006.
«Таинственная мелодия пейзажа». А. Горбачёва. Независимая газета. 02.11.2007.
«Тарусские пейзажи». Елена Утенкова-Тихонова. Издательский проект И. Стешко «Московские художники» 2007 г.
«Для немногих» — серия поэтических сборников (изд. Греко-латинский кабинет Ю. А. Шичалина). В оформлении книг использованы работы Е. Утенковой- Тихоновой. 2008—2009 г.
«Москва. Таруса». Альбом. Московский Союз художников. 2009 г.
«Простые вещи. „Две темы“ Елены Утенковой-Тихоновой». Елена Титоренко. Газета Культура № 7-8 2010
«Прозаические этюды Елены Утенковой-Тихоновой». Журнал Фома. август 2011
Елена Утенкова-Тихонова. «Весна, Лето, Осень, Зима». Книга-альбом, Библиотека журнала «Русское искусство». 2013 г. Москва.
«Прозрачность глубины». О.Яблонская. Журнал «Наше Наследие». № 111 /2014
Елена Утенкова-Тихонова «Ёлка в комнате» литературно-художественное издание. Музей-резиденция АРТКОММУНАЛКА. Коломна.2015
«Тишина Елены Утенковой-Тихоновой» Журнал Медведь.2017
«Поговори со мной». Литературно-художественное издание. Издательство «Никея». Москва 2018 г.
«Елена Утенкова-Тихонова Ёлка в комнате». Нинель Исмаилова. Журнал СЦЕНА, 2018 г.
«Елена Утенкова» — интервью художника. Телеканал Культура. Искусственный отбор. Эфир 02.10.2018 
Елена Утенкова-Тихонова «Та самая яблоня». Литературно-художественное издание. Издательство Д. Пошвина. 2020 г.
«Елена Утенкова. ДОРОГА». Каталог выставки в Открытом клубе. Москва. 2020 г.
Елена Утенкова, Михаил Тихонов. «Девять комнат одного дома». Издание к выставке в Усадьбе Турлики — Морозовская дача. Музей истории г. Обнинска.
Елена Утенкова и Михаил Тихонов — О пойманном времени, благодарности и тишине. Видеоинтервью. Запись 2021 г. Канал Теоэстетика. 17.11.2022 г.
«Елена Утенкова Михаил Тихонов. ДЕВЯТЬ КОМНАТ ОДНОГО ДОМА» —видеофильм о проекте. телеканал Культура. Искусственный отбор. Эфир 29.11.2022 г.
«Елена Утенкова. Я НЕ ЗНАЮ, А ЛЮБЛЮ». Каталог выставки в Открытом клубе. Москва. 2023 г.
Я ЗАКРЫВАЮ ГЛАЗА И НАЧИНАЮ ВИДЕТЬ к выставке Михаила Тихонова и Елены Утенковой М.Э.Макаревич. Журнал TERRA ARTIS. ИСКУССТВО И ДИЗАЙН | 2024 / 2 |
«Елена Утенкова ДВОЕ». Журнал ФОРМАСЛОВ. 15.10.2024 
«ЧЕЛОВЕК В ДРУГИХ ЛЮДЯХ». Гость проекта Елена Утенкова-Тихонова. ДОМ-МУЗЕЙ Б.Л.ПАСТЕРНАКА. Переделкино. 31.04.2024 
«Елена Утенкова-Тихонова. Двое.» Каталог к персональной выставке . Галерея InGallery. Москва. 2025г.
«Елена Утенкова-Тихонова. Три темы». Литературно-художественное издание. Москва. 2025г.